# R. Brandon Johnson
Richard Brandon Johnson est un acteur américain de cinéma et de télévision. Il joue le rôle récurrent de Gary Wilde dans la série Shake It Up.

## Biographie

### Jeunesse
Johnson est né à Bloomington, dans le Minnesota. Il est diplômé de la Bloomington Jefferson High School en 1992, où il faisait partie de l'équipe junior de hockey, et de l'Université du Wisconsin à Eau Claire.

### Carrière
Johnson obtient son premier rôle sur petit écran en jouant le personnage récurrent de Michael McBain dans la série AABC Daytime On ne vit qu'une fois en 2003, rôle qu'il a joué jusqu'en 2004. Il est revenu dans la série en 2007 et en 2008 dans le rôle récurrent de Chuck Wilson III, puis a également joué le père du personnage, Chuck Wilson, Jr., dans un scénario de flashback de 1968. Il apparaît dans trois épisodes de la série originale de 
Disney Channel Hannah Montana dans le rôle de Brian Winters, l'animateur excentrique d'une série fictive intitulée Singing with the Stars. Le rôle était une parodie de l'animateur d'American Idol Ryan Seacrest.
Johnson a de nombreux crédits en tant qu'animateur de télévision. Il a fait ses débuts en tant qu'animateur de l'émission de divertissement en:Cool In Your Code, qui a été entièrement tournée dans les rues de New York et a été nommée pour 18 en:New York Emmy Awards et en a remporté 4. Il a également été l'animateur de Get Out Way Out! de HGTV, My Yard Goes Disney, My House Goes Disney, Fox Soccer USA de FOX Soccer Channel, en:Formula D de G4TV, Rally America d'OLN et Character Fantasy d'USA Network ainsi que la série de compétition de téléréalité 72 Hours de TNT.

### Vie personnelle
Johnson est également batteur ; il est l'un des membres fondateurs du groupe de rock alternatif Ill Rocket, ainsi que membre de The Progress, Pelt, Touch Is Automatic, Yellow No. 5 et The Duncan Bleak Ensemble.
Johnson a épousé Ariel Fox, une décoratrice d'intérieur, le 4 mai 2013 à la chapelle Wayfarers à Rancho Palos Verdes, en Californie. Ils ont un fils ensemble.

## Filmographie

### Cinéma
- 2002 : Fabled de Ari Kirschenbaum : James
- 2002 : Love Square (court-métrage) : Charlie
- 2003 : Malevolence de Stevan Mena : Julian
- 2003 : Rouge Sang de David Morwick et Michael Civille : Teddy McGovern
- 2003 : Invisible Evidence de Alejandro Castillo Close : Marcel
- 2003 : Rick de 	Curtiss Clayton : Exécutif
- 2005 : The Notorious Bettie Page de Mary Harron : Billy Page (non crédité)
- 2009 : The Mondavi Gang : Greg
- 2010 : The O.D. : Jefferson
- 2012 : Where Are They Now : Dick Fox
- 2016 : en:The Devil's Dolls de en:Padraig Reynolds : Todd
- 2016 : Fishes 'N Loaves: Heaven Sent de en:Nancy Criss : Officier Barney
- 2018 : High Voltage de Alex Keledjian : Météorologue
- 2018 : Malevolence 3: Killer de Stevan Mena : Julian
- 2024 : Switch Up de Tara Pirnia : Marcus
- 2024 : Protocol-7 de Andrew Wakefield : Josh Koprowski

### Télévision
- 1997 : en:Dave's World : Billy (saison 4, épisode 13)
- 2000 : Troisième planète après le Soleil : LJ (saison 6, épisode 1)
- 2001 : Boston Public : Sam (saison 1, épisode 10)
- 2003 : Les Experts : Miami : Trey Hanson (saison 1, épisode 21)
- 2003 - 2008 : On ne vit qu'une fois : Dr. Michael McBain, Chuck Wilson III et Chuck Wilson Jr. (25 épisodes)
- 2007 : Hannah Montana : Brian Winters (3 épisodes)
- 2010 - 2013 : Shake It Up : Gary Wilde (30 épisodes)
- 2011 : Bonne chance Charlie : Gary Wilde (saison 2, épisode 13)
- 2014 : Firsts : Matt (saison 2, épisode 10)
- 2015 : Henry Danger : Rick Richards (saison 1, épisode 13)

### Jeux vidéo
- 2011 : Star Wars: The Old Republic : Jogo the Carver / Lieutenant Kollis / Myles
- 2012 : Prototype 2 : Soldats
- 2014 : Titanfall : Soldat de la milice
- 2016 : Titanfall 2 : Soldat de la milice